# Bridgeport (Connecticut)
Bridgeport é a cidade mais populosa do estado americano de Connecticut, localizada no condado de Fairfield. É parte da Região Metropolitana de Nova Iorque, ficando a uma distância de 97 km de Manhattan e 64 km do Bronx. Showman P. T. Barnum era um residente da cidade e serviu como prefeito da cidade (1871).  Barnum construiu quatro casas em Bridgeport e abrigou seu circo na cidade durante o inverno.  A cidade no início do século 20 viu um boom econômico e populacional, tornando-se, em todos os aspectos, a principal cidade manufatureira de Connecticut. . Bridgeport foi o local da primeira troca telefônica mútua do mundo (1877), a primeira escola de higiene dental (1949) e o primeiro serviço de contas telefônicas bancárias nos EUA (1981).  Harvey Hubbell II inventou a tomada elétrica em Bridgeport em 1912. . A Frisbie Pie Company foi fundada em Bridgeport, e a cidade é creditada como o berço do Frisbee.  O primeiro restaurante Subway do mundo abriu no North End da cidade em 1965. Em 1930 tinha mais de 500 fábricas. 
Após a Segunda Guerra Mundial, a reestruturação industrial e a suburbanização causaram a perda de muitas grandes empresas e moradores afluentes, deixando Bridgeport lutando com questões de pobreza, crimes violentos e uma imagem ruim. . Em 1991, Bridgeport entrou com pedido de falência, a primeira grande cidade dos EUA a fazê-lo, mas foi absolvida. 
Desde o início do século 21, Bridgeport iniciou uma extensa remodelação de seu centro e outros bairros.  A criminalidade e violência diminuiu desde a década de 1990, e diminuiu a cada década. . Bridgeport é o lar de 3 museus, a Universidade de Bridgeport, Housatonic Community Collage, Paier College e parte da Universidade do Sagrado Coração, bem como o único zoológico do estado. Bridgeport hoje é uma das cidades mais diversificadas dos Estados Unidos, muitos imigrantes se instalam na cidade.  . 
Bridgeport é oficialmente apelidada de cidade do parque, por seus muitos parques públicos.  recebeu esse nome devido às suas duas grandes partes, que foram projetadas pelo designer do Central Park, Frederick Law Olmsted.  . O condado de Fairfield é o lar de 9 empresas da Fortune 500. .

## Geografia
De acordo com o Departamento do Censo dos Estados Unidos, a cidade tem uma área de 50,3 km², dos quais 41,6 km² estão cobertos por terra e 8,7 km² (17,3%) por água.

## Demografia
Desde 1900, o crescimento populacional médio, a cada dez anos, é de 7,4%.

### Censo 2020
De acordo com o censo nacional de 2020, a sua população é de 148 654 habitantes e sua densidade populacional é de 3 572,8 hab/km². Seu crescimento populacional na última década foi de 3,1%, acima do crescimento estadual de 0,9%. É a cidade mais populosa de Connecticut e a 183ª mais populosa dos Estados Unidos.
Possui 58 874 residências que resulta em uma densidade de 1 415 residências/km² e um aumento de 3,3% em relação ao censo anterior. Deste total, 7,8% das unidades habitacionais estão desocupadas. A média de ocupação é de 2,7 pessoas por residência.

### Censo 2010
Segundo o censo nacional de 2010, sua população era de 144 229 habitantes e sua densidade populacional de 2 873,1 hab/km². Possuía 57 012 residências que resultava em uma densidade de 1 378,4 residências/km².

## Cultura
Bridgeport é a cidade natal do cantor John Mayer. Ela também faz parte do jogo The Sims 3: Late Night.

## Marcos históricos
O Registro Nacional de Lugares Históricos lista 55 marcos históricos em Bridgeport. O primeiro marco foi designado em 7 de novembro de 1972 e o mais recente em 17 de outubro de 2011.